# Fläckbröstad fnittertrast
Fläckbröstad fnittertrast (Garrulax merulinus) är en asiatisk fågel i familjen fnittertrastar inom ordningen tättingar.

## Utseende och läte
Fläckbröstad fnittertrast är en medelstor (25-26 cm) brun fnittertrast. Den har som namnet avslöjar tydliga brunsvarta fläckar på den beigevita strupen och bröstet. Den är enhetligt olivbrun på ovansida, vingar och stjärt. Från ögat och bakåt syns ett tunt vitt streck. Sången är högljudd och melodiös, en anmärkningsvärd serie med musikaliska fraser.

## Utbredning och systematik
Fläckbröstad fnittertrast delas in i två underarter med följande utbredning:
- Garrulax merulinus merulinus – förekommer från södra Kina (västra Yunnan) till norra Myanmar och södra Assam
- Garrulax merulinus obscurus – förekommer från södra Kina (sydöstra Yunnan) till norra Laos och nordvästra Tonkin

Vissa urskiljer även underarten laoensis med utbredning i nordvästra Thailand.
Tidigare behandlades orangebröstad fnittertrast (G. annamensis) som en underart till fläckbröstad fnittertrast och vissa gör det fortfarande.

## Levnadssätt
Fläckbröstad fnittertrast återfinns i undervegeation i fuktig skog och bambustånd på mellan 800 och 2000 meters höjd. Den förekommer enstaka, i par eller i familjegrupper, skyggt och dolt födosökande nära eller på marken. Ingen information finns om dess föda. Den häckar från april till juli och är stannfågel.

## Status och hot
Arten har ett stort utbredningsområde och en stor population, men tros minska i antal till följd av fragmentering och habitatförstörelse, dock inte tillräckligt kraftigt för att den ska betraktas som hotad. Internationella naturvårdsunionen IUCN kategoriserar därför arten som livskraftig (LC). Världspopulationen har inte uppskattats men den beskrivs som ganska ovanlig till sällsynt.